# Batabe Zempare
Batabe Zempare (ur. 30 grudnia 1994 w Akrze) – ghańsko-amerykańska koszykarka, występująca na pozycjach silnej skrzydłowej lub środkowej, od 2022 zawodniczka MB Zagłębia Sosnowiec.
6 lipca 2023 przedłużyła umowę z zespołem Zagłębia Sosnowiec.

## Osiągnięcia
Stan na 15 marca 2024, na podstawie, o ile nie zaznaczono inaczej.

### NCAA
- Wicemistrzyni konferencji WAC (2014, 2015)
- Zaliczony do:
  - I składu:
    - WAC (2016)
    - defensywnego WAC (2016)
    - turnieju WAC (2016)

  - II składu WAC (2015)

### Drużynowe
- Uczestniczka międzynarodowych rozgrywek Eurocup (2021/2022, 2023/2024)

### Indywidualne
(* – nagrody przyznane przez porta eurobasket.com)
- Najlepsza skrzydłowa ligi belgijskiej (2022)*
- MVP kolejki ligi:
  - polskiej EBLK/OBLK (16 – 2022/2023, 2 – 2023/2024)[5][6]
  - belgijskiej (6 x 2021/2022)*
  - węgierskiej (22 – 2020/2021)*
  - włoskiej (20 – 2017/2018, 3 – 2019/2020)*
- Zaliczona do:
  - I składu:
    - ligi belgijskiej (2022)*
    - zawodniczek zagranicznych ligi belgijskiej (2022)*
    - kolejki EBLK/OBLK (4, 10, 16 – 2022/2023, 2, 6 – 2023/2024)[7][8][9]

  - II składu ligi*:
    - polskiej (2023)
    - włoskiej (2018)

  - honorable mention ligi*:
    - fińskiej (2017)
    - węgierskiej (2021)
- Liderka w zbiórkach ligi:
  - polskiej (2023 – 10,7)[10]
  - włoskiej (2018)